# Oosterkerk (Leeuwarden)
De Oosterkerk was een kerkgebouw in de stad Leeuwarden in de Nederlandse provincie Friesland.

## Geschiedenis
De Oosterkerk aan het Hoeksterpad werd als gereformeerde kerk gebouwd naar een ontwerp van architect Tjeerd Kuipers. De eerste steen werd gelegd op 27 juni 1910 door ouderling G.J. Brugsma. Het kerkgebouw verving een kerkgebouw uit 1858 op dezelfde plaats. Op 11 november werd de kerk met 800 zitplaatsen in gebruik genomen. Aan de kerk met ingangen aan het Hoeksterpad en het Hoeksterkerkhof waren een kosterswoning en een consistoriekamer verbonden. In hetzelfde jaar werd ook de Schranskerk in gebruik genomen.
Wegens sterke terugloop van ledental in gereformeerd Leeuwarden was sluiting van de kerk noodzakelijk. De laatste kerkdienst was op 28 oktober 1979. De kerk werd in 1980 aangekocht door de gemeente Leeuwarden. In september 1981 werd het kerkgebouw gesloopt. In 1983 begon de bouw van nieuwe aanleunwoningen bij Het Nieuwe Hoek en in 1985 werden deze in gebruik genomen. De stichtingssteen uit 1858 van de oude kerk werd in de muur aangebracht.
Het Van Dam orgel uit 1864 werd in 1981 aangekocht door Christelijke Gereformeerde Kerk Vrijgemaakt te Harlingen en opgeslagen. Het orgel werd in 1989 geplaatst.

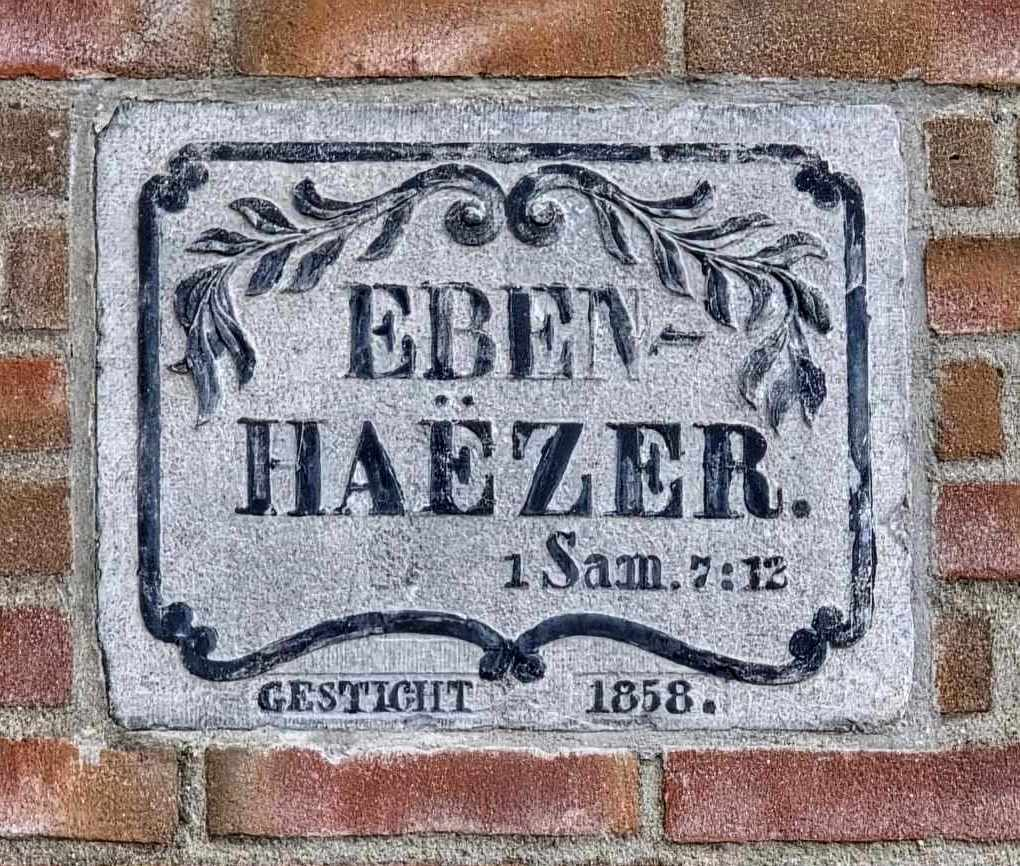
Eerste steen van het kerkgebouw uit 1858
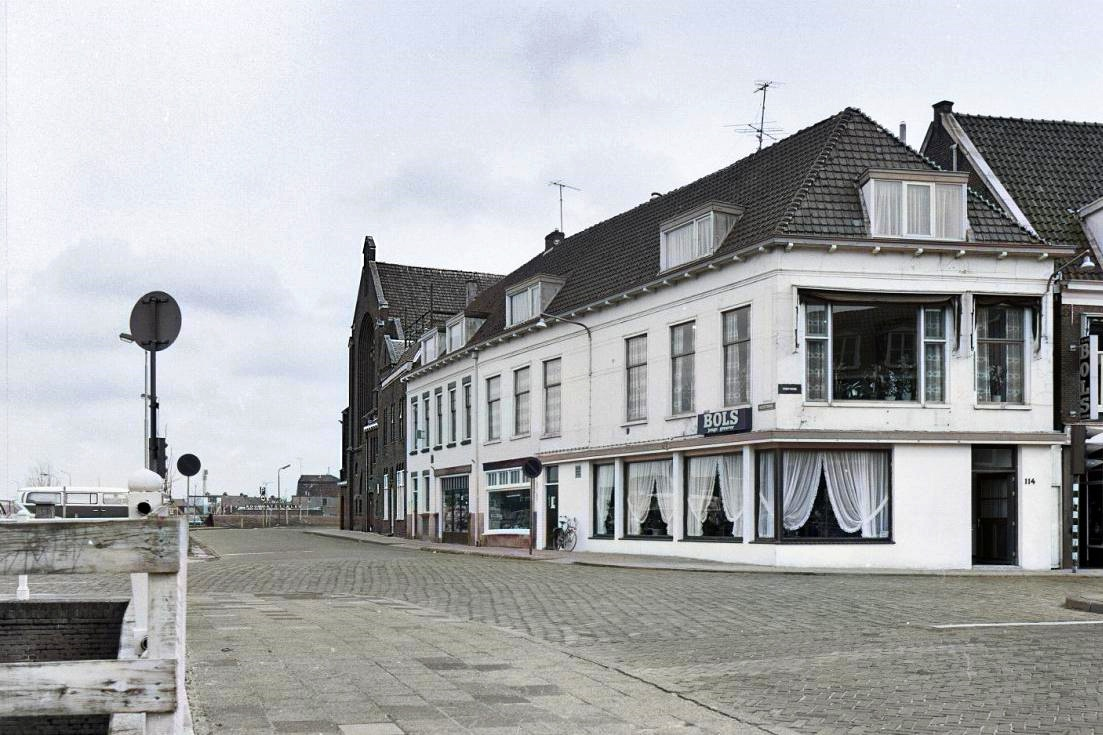
Hoeksterpad met de Oosterkerk in 1979